# Bresson (Isère)
Bresson település Franciaországban, Isère megyében. Lakosainak száma 671 fő (2022. január 1.). Bresson Brié-et-Angonnes, Échirolles, Eybens és Jarrie községekkel határos.

## Népesség
A település népességének változása:
| Lakosok száma | 309  | 474  | 753  | 697  | 685  | 684  | 684  | 671  | 664  | 671  |
|               | 1968 | 1982 | 1990 | 2006 | 2013 | 2015 | 2017 | 2019 | 2020 | 2022 |